# روشنمایه
روشنمایه (انگلیسی: High key) تکنیکی است در نقاشی و عکاسی که مجموع رنگمایه‌های یک اثر، به روشنی سفید نزدیک‌تر است تا به تیرگی سیاه،